# روطب
الرَّوْطَب هو جنس من حلزون البحر من طائفة بطنيات الأقدام البحرية في فصيلة Ancillariidae.